# Procédé Waelz

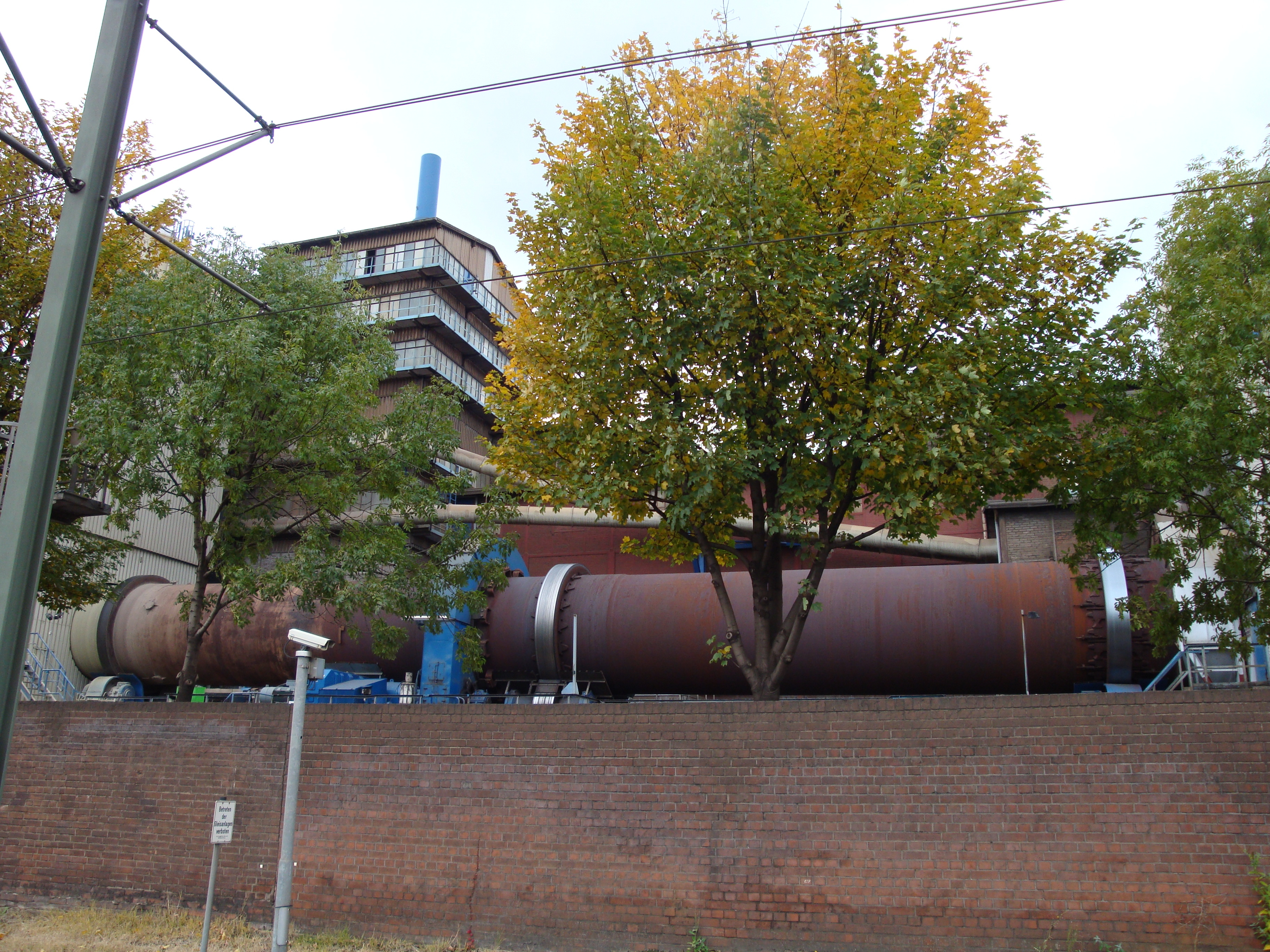
Four Wälz de Befesa Zinc GmbH à Duisbourg.

Le procédé Waelz est un procédé métallurgique d'extraction du zinc. Fondé sur l'utilisation d'un four rotatif, il est également adapté à l'extraction d'autres métaux à bas point de fusion (plomb, cadmium, etc.), présents en grande quantité dans les poussières de four à arc électrique.
Le procédé consiste à extraire le zinc par évaporation, mais il est immédiatement oxydé en oxyde de zinc par l'atmosphère du four. Cet oxyde, collecté dans les fumées, est le principal produit du four.